# Cornel Predescu
Cornel Predescu (sinh ngày 21 tháng 12 năm 1987) là một cầu thủ bóng đá người România thi đấu cho ASU Politehnica Timișoara ở vị trí tiền vệ chạy cánh.

## Quốc tế
Cornel Predescu từng 2 lần thi đấu cho U-21 România.

## Danh hiệu

### Câu lạc bộ
Dinamo București
- Liga I: Vô địch 2007

Pandurii
- Liga I: Á quân 2013